# Dean Spanley
Dean Spanley es una comedia dramática británica de 2008, con elementos fantásticos, dirigida por el fiyiano neozelandés Toa Fraser. Ambientada en la Inglaterra eduardiana, la película está basada en una adaptación de Alan Sharp de la novela corta de 1936 del autor irlandés Lord Dunsany, My Talks with Dean Spanley. Está protagonizada por Sam Neill como el decano, Jeremy Northam y Peter O'Toole como Fisk Junior y Fisk Senior respectivamente, y Bryan Brown como Wrather.

## Reparto
- Jeremy Northam como Fisk Junior (Henslowe)
- Sam Neill como Decano Spanley
- Bryan Brown como J.J. Wrather
- Peter O'Toole como Fisk Senior (Horatio)
- Judy Parfitt como Sra. Brimley
- Art Malik como Swami Nala Prash
- Ramon Tikaram como el Nabab de Ranjiput
- Xavier Horan como Harrington Fisk
- Barbara Wilshere como Primera dama
- Angela Clerkin como Segunda dama
- Dudley Sutton como Marriott
- Shaughan Seymour como Dueño de la tienda de vinos
- Charlotte Graham como Mujer en el convento
- Hayden Downing como Chico en el convento
- Miriama McDowell como Dama astuta
- Bruce Hopkins como Pastor
- Elizabeth Goram-Smith como Jovencita de estatura
- Nick Shaw como Hombre de estatura

## Producción

### Preproducción
La novela fue adquirida por Alan Sharp de Dunsany Will Trust a través de Curtis Brown de Londres. El apoyo a la producción provino de agencias gubernamentales inglesas (Screen East) y de Nueva Zelanda (NZ Film Commission), y la financiación fue completada por Aramid Entertainment, General Film Corporation y Lipsync Productions. Buena parte del equipo son neozelandeses. Es el caso de ambos productores, el director, algunos miembros del reparto principal (Neill nació en Irlanda del Norte pero creció en Nueva Zelanda, donde aún vive), el director de fotografía, el editor, el compositor y varios otros miembros del equipo de producción y del elenco.

### Guion
El guion adaptado fue escrito por Alan Sharp, con autorización del Dunsany Literary Estate. Trevor Johnston escribió: "si lees la historia original antes de ver la película... y luego ves la película, lo sorprendente es que Sharp no ha realizado tanto una adaptación como una reinvención".

### Localizaciones
El rodaje principal comenzó en Wisbech, en Cambridgeshire (incluidos el Castillo de Wisbech y la Casa Peckover) el 10 de noviembre de 2007, continuó durante algunas semanas y abarcó el área patrimonial de Crescent, el Castillo y el museo. Prosiguió en Holkham Hall en Norfolk y Elveden Hall en Suffolk, el cual había sido remodelado en los años previos a la época en la que se ambienta la película, para convertirlo en la residencia del último maharajá de Punjab. También se utilizaron como localizaciones Elm Hill, en Norwich, y los claustros de la Catedral de Norwich. El rodaje adicional tuvo lugar en Nueva Zelanda.

### Tecnología
La película se rodó en 16. mm y digital, en proporción 1:1.85, utilizando cámaras Arri 416 y D-20, con postproducción digital intermedia a cargo de Lipsync Productions.

### Música
Una banda sonora original fue compuesta por el compositor neozelandés Don McGlashan. Se lanzó un CD con la banda sonora en Nueva Zelanda con Warner Music. Consta de 14 pistas y una duración de 41:05. La música coral de fondo estuvo a cargo del coro neozelandés de 30 voces Musica Sacra.